# جيري غونزاليس
جيري غونزاليس (بالإنجليزية: Jerry Gonzalez)‏ هو عازف جاز وملحن أمريكي، ولد في 5 يونيو 1949 في مانهاتن في الولايات المتحدة، وتوفي في 1 أكتوبر 2018 في مدريد في إسبانيا بسبب استنشاق الدخان وحريق.

## وصلات خارجية
- جيري غونزاليس على موقع IMDb (الإنجليزية)
- جيري غونزاليس على موقع ميوزك برينز (الإنجليزية)
- جيري غونزاليس على موقع أول ميوزيك (الإنجليزية)
- جيري غونزاليس على موقع ديسكوغز (الإنجليزية)